# Sachsen-Eisenberg
Sachsen-Eisenberg var ett ernestinskt hertigdöme i Tysk-romerska riket 1680–1707.
Hertigdömet uppstod när Ernst den frommes söner stiftade 1680 sju linjer: Sachsen-Gotha, Sachsen-Coburg, Sachsen-Meiningen, Sachsen-Römhild (utslocknad 1710), Sachsen-Eisenberg (utslocknad 1707), Sachsen-Hildburghausen och Sachsen-Saalfeld.

## Regent
- Christian av Sachsen-Eisenberg (1680–1707)